# Ясинский, Родион Адамович
Родион Адамович Ясинский (1796—1853) — русский врач.

## Биография
Родился в 1796 году. Происходил из духовного звания; старший брат Л. А. Ясинского.
По окончании Екатеринославской духовной семинарии был принят в 1818 году в число казённых воспитанников Московского отделения Медико-хирургической академии, курс которой окончил в 1822 году лекарем 1-го отделения с серебряной медалью. Назначенный в том же году в лейб-гвардии 2-ю артиллерийскую бригаду, в 1824 году он был переведён в лейб-гвардии конную артиллерию, а в следующем году получил степень штаб-лекаря.
Прослужив до 1827 года в лейб-гвардии конной артиллерии, он затем около года занимал должность старшего лекаря 2-й гвардейской артиллерийской бригады, а потом до 1832 года ту же должность в лейб-гвардии конной артиллерии. 
С 1832 по 1840 года был инспектором Московской медико-хирургической академии и, сверх этого, занимал там же и должность библиотекаря, причём в 1837 году получил степень медико-хирурга, а в следующем году без экзамена — степень доктора медицины.
В 1841 году он был назначен старшим доктором Ставропольского военного госпиталя, а в 1850 году перешёл на должность старшего доктора Черноморской кавказской линии. В 1852 году был назначен главным доктором Пятигорского военного госпиталя. Скончался в 1853 году, от воспаления печени.